# 秘蔵宝鑰
秘蔵宝鑰（ひぞうほうやく）は上中下3巻からなる空海の57歳の著作で、淳和天皇の勅により830年に撰述された。
一般には、同じ年に空海が撰述した勅書『秘密曼陀羅十住心論 』10巻の内容を、さらに勅を賜り簡略に示したものとされている。『十住心論』を広論と称し、本書を略論ともいう。両者の顕著な違いは、分量浅深は別として、中巻の『憂国公子と玄関法師の十四問答』は前者になくて『秘蔵宝鑰』中巻の3分の2を占める。ただし十四問答の主眼は真言密教の教義上の問題を討究することにはないため、古来の学者は必ずしも十四問答に注目していない。

## 概要
序文の最後の頌が、十住心の各名称に即して解釈した簡潔で要を得たものとなっており、十住心の綱要となっている。
第一異生羝羊心	　凡夫狂醉　不悟吾非　但念婬食　如彼羝羊
第二愚童持齋心	　由外因縁　忽思節食　施心萌動　如穀遇縁
第三嬰童無畏心	　外道生天　暫得蘇息　如彼嬰兒　犢子隨母
第四唯蘊無我心	　唯解法有　我人皆遮　羊車三藏　悉攝此句
第五拔業因種心	　修身十二　無明拔種　業生已除　無言得果
第六他縁大乘心	　無縁起悲　大悲初發　幻影觀心　唯識遮境
第七覺心不生心	　八不絶戲　一念觀空　心原空寂　無相安樂
第八如實一道心	　一如本淨　境智倶融　知此心性　號曰遮那
第九極無自性心	　水無自性　遇風即波　法界非極　蒙警忽進
第十祕密莊嚴心	　顯藥拂塵　眞言開庫　祕寶忽陳　萬徳即證
（原文は大正新脩大蔵経。
第一　異生羝羊心（いしょうていようしん）
凡夫狂酔して、わが非を悟らず、ただし婬食を念うこと、かの羝羊の如し。
第二　愚童持斎心（ぐどうじさいしん）
外の因縁によって、たちまちに節食を思う。施心萌動して、穀の縁に遇うが如し。
第三　嬰童無畏心（ようどうむいしん）
外道天に生じて、しばらく蘇息を得。かの嬰兒と、犢子との母に隨うがごとし。
第四　唯蘊無我心（ゆいうんむがしん）
唯し法有を解して、我人みな遮す。羊車の三蔵、ことごとくこの句に摂す。
第五　拔業因種心（ばつごういんしゅしん）
身を十二に修して、無明種を拔く。業生すでに除いて、無言に果を得。
第六　他縁大乗心（たえんだいじょうしん）
無縁に悲を起して、大悲はじめて発る。幻影に心を観じて、唯識境を遮す。
第七　覚心不生心（かくしんふしょうしん）
八不に戲を絶ち、一念に空を観ずれば、心原空寂にして、無相安楽なり。
第八　如実一道心（にょじついちどうしん）
一如本浄にて、境智倶に融ず。この心性を知るを、号して遮那という。
第九　極無自性心（ごくむじしょうしん）
水は自性なし、風に遇うてすなわち波たつ。法界は極にあらず、警を蒙つてたちまちに進む。
第十　秘密荘厳心（ひみつしょうごんしん）
顕薬は塵を払い、真言庫を開く。秘宝たちまちに陳して、万徳すなわち証す。
（訓読は(勝又俊教 1977, p. 90-91)による）

## 参考資料
- 栂尾祥雲「秘藏寶鑰序説」『密教文化』第1948巻第3号、密教研究会、1948年、1-11頁、doi:10.11168/jeb1947.1948.1。
- 勝又俊教『秘蔵宝鑰 ; 般若心経秘鍵』大蔵出版〈佛典講座〉、1977年。ISBN 4804354107。 NCID BN01200099。
- 田中千秋「秘蔵宝鑰講話 (二)」『密教文化』第1970巻第91号、密教研究会、1970年、54-64頁、doi:10.11168/jeb1947.1970.91_54、ISSN 0286-9837。

## 注・出典
1. ↑  勝又俊教 1977, p. 19.
2. ↑  序文3段目に、我今蒙詔撰十住頓越三妄入心眞（われ今詔を蒙って十住を撰す、頓に三妄を超えて心真に入らしめんとある。：T2426_.77.0363b16）
3. 1 2  栂尾祥雲 1948, p. 1.
4. ↑  儒教的愛国主義者、勝又著『秘蔵宝鑰―』p.160
5. ↑  佛教者、佛教の幽玄の義理をもって俗人の誹謗を防ぐ関門のような人。同上 p.160
6. ↑  田中千秋 1970, p. 54-64, 59.
7. ↑  勝又俊教 1977, p. 89-94.
8. ↑  大正新脩大蔵経 第77巻 祕藏寶鑰(No.2426_空海撰) T2426_.77.0363a01- 0374c19 SATデータベース）T2426_.77.0363b22 - 0363c03
9. ↑  (勝又俊教 1977, p. 92–94)に和訳がある。